# Indische Cricket-Nationalmannschaft in den West Indies in der Saison 1982/83
Die Tour der indischen Cricket-Nationalmannschaft auf  die West Indies in der Saison 1982/83 fand vom 23. Februar bis zum 7. April 1983 statt. Die internationale Cricket-Tour war Bestandteil der Internationalen Cricket-Saison 1982/83 und umfasste fünf Tests und drei ODIs. Die West Indies gewannen die Test-Serie 2–0 und die ODI-Serie 2–1.

## Vorgeschichte
Indien spielte zuvor eine Tour in Pakistan, für die West Indies war es die erste Tour der Saison.
Das letzte Aufeinandertreffen der beiden Mannschaften bei einer Tour fand in der Saison 1978/79 in Indien statt.

## Stadien
Die folgenden Stadien wurden für die Tour als Austragungsort vorgesehen.
| Stadt         | Land                | Stadion                   | Kapazität | Spiele          |
| ------------- | ------------------- | ------------------------- | --------- | --------------- |
| Albion        | Guyana              | Albion Sports Complex     | 15.000    | 2. ODI          |
| Bridgetown    | Barbados            | Kensington Oval           | 11.000    | 4. Test         |
| Georgetown    | Guyana              | Bourda Cricket Ground     | 25.000    | 3. Test         |
| Kingston      | Jamaika             | Sabina Park               | 20.000    | 1. Test         |
| Port of Spain | Trinidad und Tobago | Queen’s Park Oval         | 25.000    | 2. Test; 1. ODI |
| St. George’s  | Grenada             | Queen’s Park (alt)        |           | 3. ODI          |
| St. John’s    | Antigua und Barbuda | Antigua Recreation Ground | 12.000    | 5. Test         |

## Kaderlisten
| Test | Test | ODI | ODI |
| West Indies | Indien | West Indies | Indien |
| --- | --- | --- | --- |
| - Winston Davis - Jeff Dujon - Joel Garner - Larry Gomes - Gordon Greenidge - Desmond Haynes - Michael Holding - Clive Lloyd - Gus Logie - Malcolm Marshall - Viv Richards - Andy Roberts | - Mohinder Amarnath - Kapil Dev - Anshuman Gaekwad - Sunil Gavaskar - Syed Kirmani - Madan Lal - Balwinder Sandhu - Yashpal Sharma - Ravi Shastri - Maninder Singh - Laxman Sivaramakrishnan - Dilip Vengsarkar - Srinivas Venkataraghavan | - Faoud Bacchus - Winston Davis - Jeff Dujon - Joel Garner - Larry Gomes - Gordon Greenidge - Desmond Haynes - Michael Holding - Clive Lloyd - Gus Logie - Malcolm Marshall - Viv Richards - Andy Roberts | - Mohinder Amarnath - Kapil Dev - Anshuman Gaekwad - Sunil Gavaskar - Syed Kirmani - Madan Lal - Ashok Malhotra - Balwinder Sandhu - Yashpal Sharma - Ravi Shastri - Maninder Singh - Dilip Vengsarkar - Srinivas Venkataraghavan |

## Tests

### Erster Test in Kingston
| 23. – 28. Februar Scorecard | Kingston | Indien 251 (87.4) & 174 (85.3)    | – | West Indies 254 (116.3) & 173-6 (25.4) |
|                             |          | West Indies gewinnt mit 4 Wickets |   |                                        |

### Zweiter Test in Port of Spain
| 11. – 16. März Scorecard | Port of Spain | Indien 175 (66.1) & 469-7 (139.1) | – | West Indies 394 (138.3) |
|                          |               | Remis                             |   |                         |

### Dritter Test in Georgetown
| 31. März – 25. April Scorecard | Georgetown | West Indies 470 (142.4) | – | Indien 284-3 (79) |
|                                |            | Remis                   |   |                   |

### Vierter Test in Bridgetown
| 15. – 20. April Scorecard | Bridgetown | Indien 209 (57.2) & 277 (79.2)     | – | West Indies 486 (158.2) & 1-0 (0.1) |
|                           |            | West Indies gewinnt mit 10 Wickets |   |                                     |

### Fünfter Test in St. John’s
| 28. April – 3. Mai Scorecard | St. John’s | Indien 457 (126.5) & 247-5d (88) | – | West Indies 550 (166.4) |
|                              |            | Remis                            |   |                         |

## One-Day Internationals

### Erstes ODI in Port of Spain
| 9. März Scorecard | Port of Spain | West Indies 215-4 (38.5/38.5)   | – | Indien 163-7 (39/38.5) |
|                   |               | West Indies gewinnt mit 52 Runs |   |                        |

### Zweites ODI in Albion
| 29. März Scorecard | Albion | Indien 282-5 (47/47)       | – | West Indies 255-9 (47/47) |
|                    |        | Indien gewinnt mit 27 Runs |   |                           |

### Drittes ODI in St George’s
| 7. April Scorecard | St George’s | Indien 166 (44.4)                 | – | West Indies 167-3 (40.2) |
|                    |             | West Indies gewinnt mit 7 Wickets |   |                          |